# Caneto (mitologia)
Caneto (in greco antico: Κάνηθος?, Kànēthos) è un personaggio della mitologia greca.

## Genealogia
Figlio di Abante e quindi fratello di Calcodonte, sposò Enioche (una figlia di Pitteo) che lo rese padre di Scirone e di Canto. 

Plutarco scrive che tra i suoi contemporanei c'era anche chi sosteneva che il nome di uno dei figli non fosse Scirone ma Sini.

## Mitologia
Plutarco è l'unico autore che parla di Caneto come padre di uno dei suoi figli (Scirone o Sini) in quanto ne associa la morte di uno dei due a Teseo ed alla fondazione dei Giochi istmici.